# Zehnkampf-Länderkampf der Männer 1977 BR Deutschland – Sowjetunion
| 7. Leichtathletik-Länderkampf mit bundesdeutscher Beteiligung 1977 | 7. Leichtathletik-Länderkampf mit bundesdeutscher Beteiligung 1977 |
| ------------------------------------------------------------------ | ------------------------------------------------------------------ |
|                                                                    |                                                                    |
| Zehnkampf-Vergleich der Männer: BR Deutschland – Sowjetunion       |                                                                    |
| Austragungsort                                                     | Bernhausen                                                         |
| Wettbewerbe                                                        | 1                                                                  |
| Datum                                                              | 18./19. Juni                                                       |
| 1. FRG 2. URS                                                      | 54.277 Punkte 53.968 Punkte                                        |
| Chronik                                                            |                                                                    |
| ← ITA-FRG-FRA-ESP-CSK 00Marathon (M)                               | FRG-URS 5kampf (F) →                                               |

Den siebten Vergleich des Länderkampfjahres 1977 bestritten die Zehnkämpfer, die zum zehnten Mal auf die Sowjetunion trafen. Am 18./19. Juni wurde die Begegnung in Bernhausen. Stadtteil des schwäbischen Orts Filderstadt, ausgetragen. Die Zwischenbilanz lautete sieben zu zwei für die UdSSR. Auch die Mehrkämpferinnen der beiden Länder trafen sich am selben Termin in Bernhausen zu einem eigenen Vergleich.

## Modus
Jede Mannschaft konnte mit maximal neun Athleten antreten, von denen die sieben Besten durch Addition ihrer Punktzahlen als Mannschaft gewertet werden. Die Sowjetunion trat mit nur acht Teilnehmern an, weil sich am Tag vor dem Wettkampf der Olympiasieger von 1972 Mykola Awilow leicht verletzt hatte.

## Ergebnis
In der Einzelwertung belegten zwei sowjetische Vertreter die Ränge eins und zwei. Doch dahinter platzierten sich gleich vier bundesdeutsche Zehnkämpfer und in der Addition der Punkte lagen die bundesdeutschen Sportler vorn. So konnten sich die bundesdeutschen Athleten zum ersten Mal seit 1966 mit diesmal 54.277 zu 53.968 Punkten gegen ihre sowjetischen Gegner durchsetzen und verbesserten ihre Bilanz damit auf drei zu sieben.

## Legende
Kurze Übersicht zur Bedeutung der Symbolik – so üblicherweise auch in sonstigen Veröffentlichungen verwendet:
| w | Rückenwindunterstützung über dem erlaubten Limit |

## Resultat
| Platz | Name                | Nation | Punkte | 100 m   | Weit- sprung | Kugel- stoßen | Hoch- sprung | 400 m   | 110 m Hürden | Diskus- wurf | Stabhoch- sprung | Speer- wurf | 1500 m     |
| ----- | ------------------- | ------ | ------ | ------- | ------------ | ------------- | ------------ | ------- | ------------ | ------------ | ---------------- | ----------- | ---------- |
| 01    | Alexander Grebenjuk | URS    | 8193   | 10,89 s | 7,05 m w     | 14,67 m       | 2,00 m       | 48,79 s | 14,53 s      | 44,54 m      | 4,50 m           | 71,14 m     | 4:36,3 min |
| 02    | Waleri Katschanow   | URS    | 8134   | 10,90 s | 7,53 m00     | 14,38 m       | 2,09 m       | 48,22 s | 14,65 s      | 43,20 m      | 4,10 m           | 54,40 m     | 4:21,7 min |
| 03    | Eckart Müller       | FRG    | 8013   | 11,35 s | 7,56 m00     | 13,98 m       | 2,09 m       | 50,15 s | 15,00 s      | 45,38 m      | 4,60 m           | 60,20 m     | 4:34,5 min |
| 04    | Claus Marek         | FRG    | 7908   | 10,87 s | 7,29 m00     | 14,70 m       | 1,94 m       | 49,53 s | 14,78 s      | 43,78 m      | 4,20 m           | 51,82 m     | 4:25,9 min |
| 05    | Holger Schmidt      | FRG    | 7852   | 10,58 s | 7,48 m00     | 15,23 m       | 1,97 m       | 49,45 s | 14,61 s      | 43,48 m      | 3,80 m           | 59,02 m     | 4:59,5 min |
| 06    | Guido Kratschmer    | FRG    | 7852   | 10,81 s | 7,75 m00     | 13,26 m       | 1,91 m       | 49,92 s | 14,32 s      | 41,32 m      | 4,20 m           | 58,22 m     | 4:40,2 min |
| 07    | Leonid Lytwynenko   | URS    | 7705   | 11,32 s | 7,03 m00     | 13,64 m       | 1,88 m       | 50,58 s | 15,34 s      | 44,52 m      | 4,50 m           | 60,52 m     | 4:23,9 min |
| 08    | Wolfgang Muders     | FRG    | 7601   | 11,49 s | 7,19 m00     | 12,26 m       | 2,00 m       | 50,21 s | 14,60 s      | 40,36 m      | 4,40 m           | 54,40 m     | 4:28,8 min |
| 09    | Anatoli Kartaschow  | URS    | 7552   | 11,16 s | 7,40 m00     | 13,49 m       | 1,94 m       | 51,74 s | 15,17 s      | 38,74 m      | 4,00 m           | 56,14 m     | 4:22,4 min |
| 10    | Dieter Tenhaff      | FRG    | 7527   | 11,10 s | 7,00 m00     | 14,15 m       | 2,00 m       | 51,26 s | 14,98 s      | 40,44 m      | 4,00 m           | 52,86 m     | 4:34,3 min |
| 11    | Fritz Mehl          | FRG    | 7524   | 11,21 s | 7,15 m00     | 13,03 m       | 1,91 m       | 48,19 s | 15,48        | 37,90 m      | 3,90 m           | 51,92 m     | 4:13,9 min |
| 12    | Wladimir Anissimow  | URS    | 7508   | 11,31 s | 7,37 m00     | 13,75 m       | 1,88 m       | 50,86 s | 15,49 s      | 39,38 m      | 4,50 m           | 61,14 m     | 4:49,7 min |
| 13    | Wladimir Bugaj      | URS    | 7460   | 10,81 s | 6,91 m00     | 14,24 m       | 1,97 m       | 50,36 s | 15,75 s      | 40,36 m      | 4,50 m           | 51,18 m     | 4:37,2 min |
| 14    | Jens Schulze        | FRG    | 7424   | 10,81 s | 6,81 m w     | 14,00 m       | 1,94 m       | 49,28 s | 15,01 s      | 35,64 m      | 4,00 m           | 42,60 m     | 4:22,4 min |
| 15    | Konstantin Achapkin | URS    | 7416   | 11,27 s | 7,43 m00     | 12,94 m       | 1,94 m       | 50,45 s | 14,92 s      | 43,36 m      | 4,70 m           | 39,34 m     | 4:52,5 min |
| 16    | Rudolf Brumund      | FRG    | 7408   | 11,17 s | 7,01 m00     | 12,98 m       | 1,94 m       | 48,18 s | 15,68 s      | 36,60 m      | 3,60 m           | 55,20 m     | 4:34,2 min |
| 17    | Wladimir Lesin      | URS    | 7262   | 11,32 s | 7,14 m00     | 12,76 m       | 1,91 m       | 52,60 s | 14,87 s      | 39,64 m      | 4,40 m           | 50,02 m     | 4:47,3 min |